# 27456 Sarkisian
27456 Sarkisian è un asteroide della fascia principale. Scoperto nel 2000, presenta un'orbita caratterizzata da un semiasse maggiore pari a 2,6190387 UA e da un'eccentricità di 0,0335123, inclinata di 1,28622° rispetto all'eclittica.